# Михаил Андреевич (князь трубчевский)
Михаил Андреевич — князь трубчевский, упомянутый в Любецком синодике среди князей середины XIV века как трубецкой.

## Происхождение
Филарет (Гумилевский) отождествлял его с Михаилом Андреевичем Трубецким из Гедиминовичей, действовавшим в середине XVI века, однако Зотов Р. В. считал его Рюриковичем, потомком Святослава Всеволодовича трубчевского. Войтович Л. В. присоединился к данному мнению, однако называя упомянутого в синодике Бориса Святославича отцом Михаила Андреем.

## Семья и дети
Жена Михаила неизвестна.
В Любецком синодике упомянуты также трубчевские (трубецкие) князья Семён (поз.86) и Иван Михайлович (поз.95). Зотов Р. В. считает их уже сыновьями не Михаила Андреевича, а Михаила Дмитриевича, внуками Ольгерда Гедиминовича. Дмитрий Ольгердович, считающийся родоначальником последующих князей Трубецких, княжил в Стародубе и Трубчевске в 1370-е годы, а затем его родной брат Дмитрий-Корибут Ольгердович— основатель рода Трубецких согласно Долгорукову П. В..